# Comuna Hannivka, Verhnodniprovsk
Hannivka (în ucraineană Ганнівка) este o comună în raionul Verhnodniprovsk, regiunea Dnipropetrovsk, Ucraina, formată din satele Hannivka (reședința), Klîn, Mostî, Novoselivka, Popivka și Zapolîcikî.

## Demografie
Componența lingvistică a satului Hannivka
     Ucraineană (93,3%)
     Rusă (3,43%)
     Română (1,72%)
Conform recensământului din 2001, majoritatea populației satului Hannivka era vorbitoare de ucraineană (93,3%), existând în minoritate și vorbitori de rusă (3,43%), română (1,72%) și armeană (1,46%).